# Frank Patterson
Frank Patterson (Clonmel, Irlanda, 5 de octubre de 1938-Nueva York, Estados Unidos, 10 de junio de 2000) fue un tenor irlandés de reconocimiento internacional siguiendo la tradición de cantantes como John McCormack y Josef Locke. Ganador de varios discos de oro, plata y platino, recibió el apodo de «el tenor de oro de Irlanda».
Dedicado a la música clásica y a la tradicional irlandesa, Patterson se convirtió en un icono del folclore irlandés en los Estados Unidos. Su carrera, que comenzó en su ciudad natal, Clonmel, le llevó a actuar en lugares como la Casa Blanca, el Capitolio de los Estados Unidos o el Royal Albert Hall de Londres, ante personajes tan importantes como Ronald Reagan, Bill Clinton y el papa Juan Pablo II. 
Como tenor, desarrolló la mayor parte de su carrera en solitario, y grabó más de treinta álbumes, superando en una ocasión a Luciano Pavarotti en número de ventas, aunque también colaboró con la Orquesta Sinfónica de Londres y la Orquesta de París, entre otros. Patterson, que llegó a presentar un programa en la radio irlandesa Raidió Teilifís Éireann, participó también en el teatro y el cine, donde su actuación más importante fue el papel de Bartell D'Arcy, el tenor de la película The Dead, la última obra cinematográfica de John Huston. Frank Patterson murió de cáncer el 10 de junio de 2000 en el Memorial Sloan Kettering Cancer Center de Nueva York, a la edad de 61 años.

## Biografía
Frank Patterson nació en Clonmel, en el Condado de Tipperary, Irlanda, el 5 de octubre de 1938. De niño cantaba con el coro de su parroquia local, y cuando era adolescente formó parte un grupo llamado Wren Boys. Patterson recibió el apoyo del experto local Tommy O'Brien después de actuar como Lazarillo en una representación de Maritana en la escuela secundaria. También cantó en la agrupación local de St. Mary y en una producción de The Pirates of Penzance en la que actuaron sus padres. Los intereses de Frank se expandieron más allá de la música; jugaba al tenis y al golf. A los catorce años abandonó la escuela para trabajar en Slater's, una imprenta propiedad de la familia de su madre. En 1961 se trasladó a Dublín para unirse a la Academia Nacional de Teatro y Artes Afines, donde estudió actuación y recibió entrenamiento vocal de Hans Waldemar Rosen. Tres años después participó en Feis Ceóil, un concurso de música internacional en el que ganó varios de los premios principales. Ganó la Copa de Oro Alemana y las secciones de oratorio y lied. El juez del Feis Ceóil, Roy Hickman, dijo sobre él: «En rara ocasión se oyó una voz de tan espléndida integridad musical. El cantante tiene tanta serenidad que su mente y su corazón estaban en contacto con su canto».

## Carrera profesional

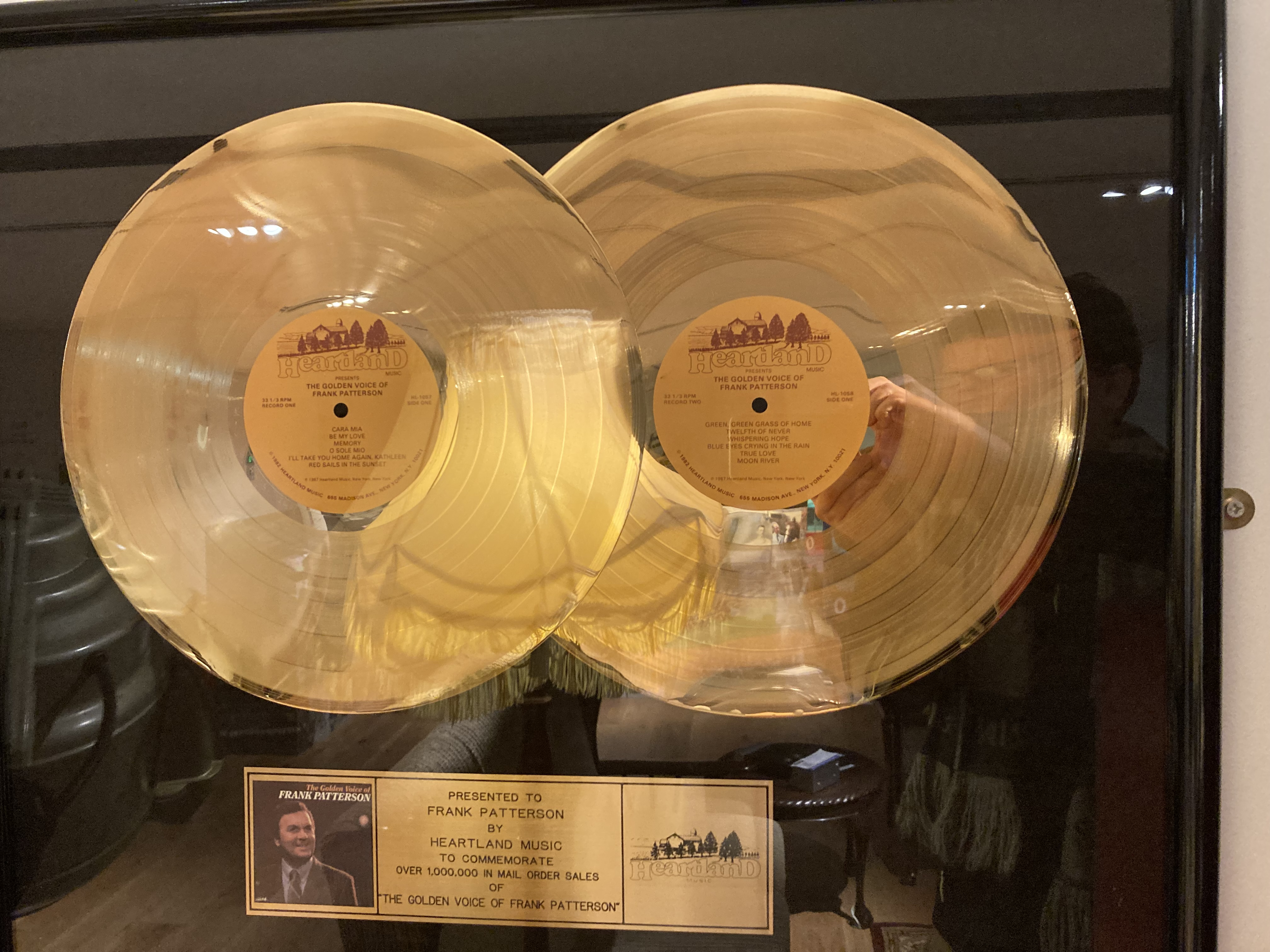
Disco de oro otorgado por Heartland por un millón de ventas de The Golden Voice of Frank Patterson. (Museo Tipperary de Historia Olvidada)

Patterson dio recitales de música clásica por toda Irlanda y ganó becas para estudiar en Londres, París y los Países Bajos. Durante su estancia en París, realizó una actuación en la radio que llamó la atención de la compañía discográfica neerlandesa Philips Records, lo que le llevó a firmar un contrato y grabar su primer disco, My Dear Native Land.
El artista trabajó con el director de orquesta sir Colin Davis y con algunas de las orquestas más prestigiosas de Europa, entre ellas la Orquesta Sinfónica de Londres y la Orquesta de París. También realizó giras con Janine Micheau representando la ópera Peleas y Melisande, y ganó reputación como cantante de obras de Georg Friedrich Händel, Wolfgang Amadeus Mozart y de los oratorios de Johann Sebastian Bach, así como de canciones alemanas, francesas e italianas. Tuvo también un programa en la emisora nacional irlandesa Raidió Teilifís Éireann (RTÉ), titulado For Yor Pleasure, entre 1974 y 1984.
A principios de la década de 1980 se mudó a los Estados Unidos y estableció su residencia en Nueva York. Comenzó a interesarse por la cultura irlandesa, lo que le llevó a dejar la música clásica e interpretar un repertorio sobre la base de himnos, baladas y otras canciones populares irlandesas. Así se convirtió en un famoso cantante tradicional en un país con una gran conexión con Irlanda, hasta tal punto que en marzo de 1988 fue anfitrión destacado en el Radio City Music Hall en la celebración del día de San Patricio.
Actuó en los escalones del Capitolio en Washington junto con la Orquesta Sinfónica Nacional de Estados Unidos ante más de 60 000 personas, y en entornos más íntimos, como un concierto que dio en Boys Town. Su actuación en el papel del evangelista en la obra de Bach Pasión según San Juan obtuvo buena crítica. A esto siguieron más obras grabadas, como algunos arreglos de Ludwig van Beethoven, canciones irlandesas y temas de Hector Berlioz y Henry Purcell, todos con Philips Records.
Patterson también cantó en auditorios como el Royal Albert Hall de Londres o el Carnegie Hall de Nueva York con todas las entradas vendidas. Junto a su familia presentó dos conciertos en la Casa Blanca para los presidentes Ronald Reagan en 1982 y Bill Clinton en 1995. A lo largo de su carrera musical grabó más de treinta álbumes en seis idiomas, ganó discos de plata, oro y platino, y fue el primer cantante irlandés que tuvo su propio programa en el Radio City Music Hall de Nueva York.
Al alcanzar un mayor protagonismo con el auge de la popularidad de la música celta en la década de 1990, muchos de sus títulos fueron reeditados en el mercado estadounidense, y en 1998 protagonizó un especial en la Public Broadcasting Service (PBS) llamado Ireland in Song. Su último álbum superó en ventas al de Luciano Pavarotti.
En reconocimiento a sus logros musicales, la Universidad Salve Regina de Newport lo nombró doctor honoris causa en 1990. Recibió igual título en bellas artes por la Universidad Manhattan College en 1996, y dos años después fue galardonado con la medalla de oro de la Éire Society of Boston.

## Cine
Patterson participó en el rodaje de varias películas. En 1987, actuó en The Dead, de John Huston, una adaptación de los relatos Dublineses del escritor irlandés James Joyce. En el largometraje, interpretó el papel de Bartell D'Arcy, un personaje del relato «Los muertos», cantando el tema «The Lass of Aughrim».
Del mismo modo, el artista tuvo también una importante participación en la película Muerte entre las flores, dirigida y adaptada al cine por los hermanos Coen en 1990, donde cantó las canciones «Danny Boy» y «Goodnight Sweetheart». En 1996 apareció como el «tenor del restaurante» en la película de Neil Jordan Michael Collins, cantando «Macushla». En la película de Martin Scorsese Gangs of New York, estrenada en 2002, apareció una grabación de Patterson cantando «Dan Tucker», una canción tradicional irlandesa.

## Religión y conciencia social
Frank Patterson fue un devoto católico. En 1979 cantó en una misa celebrada por el papa Juan Pablo II en el parque Fénix de Dublín, frente a una congregación de más de un millón de personas y aproximadamente cien millones de telespectadores. En 1984, el mismo papa lo galardonó con el título de caballero de la Orden de San Gregorio Magno, y también fue nombrado caballero de la Orden de Malta y comendador de la Orden del Santo Sepulcro de Jerusalén.
En la década de 1970, el artista donó la recaudación de un concierto en el Rupert Guiness Hall al Glencree Centre for Peace and Reconciliation, una organización no gubernamental a la que continuó donando lo recaudado en sus actuaciones en la Sala Nacional de Conciertos de Dublín.

## Enfermedad y muerte
En 1999, le diagnosticaron un tumor cerebral. Al año siguiente, pasó por varias operaciones quirúrgicas y su situación pareció estabilizarse. El cardenal John Joseph O'Connor había pedido que Patterson cantase en su funeral el «Ave María», pero el artista tuvo que cancelar su presentación porque había caído enfermo un día después de actuar en Weston, Massachusetts. Fue ingresado en el Memorial Sloan-Kettering Cancer Center de Nueva York, donde entró en coma y murió el 10 de junio de 2000 a la edad de 61 años.
Su funeral tuvo lugar en la pro-catedral de Santa María de Dublín y fue oficiado por el cardenal Desmond Connell. Recibió reconocimientos y tributos, entre otros, de la presidenta de Irlanda, Mary McAleese; del primer ministro Bertie Ahern, y del líder de la oposición de la época, John Bruton, quien dijo que Patterson había tenido «la voz más pura de su generación».

## Legado
En diciembre de 2005, la hija de Elvis Presley Lisa Marie, acudió a la tumba de Patterson a dejar flores como ofrenda en nombre de su familia, debido a la impresión que le causaron las obras del cantante, algunas de las cuales también interpretó su padre.
En febrero de 2002, Johnny Watts, un cineasta independiente, se reunió en Staten Island con Eli Patterson, viuda del artista, para realizar una serie de programas de una hora de duración llamados The Tribute in Song, que utilizaron la música de Patterson para conmemorar a los muertos por los atentados del 11 de septiembre de 2001 en Manhattan. El programa se convirtió al mismo tiempo en un homenaje al propio Patterson.
En junio de 2002 se colocó una estatua a tamaño real de Patterson en su memoria en la plaza Mick Delahunty de Clonmel, obra de un escultor tejano, Jerry McKenna, que le puso el nombre de The Golden Tenor Statue (en español: La estatua del tenor de oro).